# تشارلز فيرنون
تشارلز فيرنون (بالإنجليزية: Charles Vernon)‏ هو معلم موسيقى أمريكي، ولد في 8 مارس 1948 في آشفيل في الولايات المتحدة.